# Andrew Toney

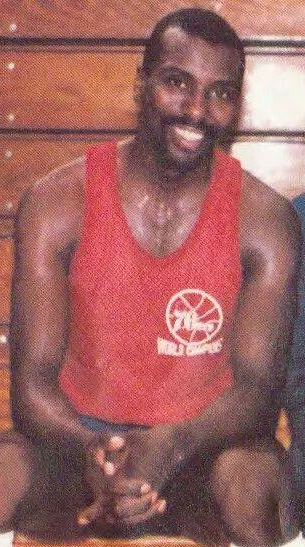
Andrew Toney

Andrew Toney (* 23. November 1957 (67 Jahre und 216 Tage) in Birmingham, Alabama) ist ein ehemaliger US-amerikanischer Basketballspieler, der 1980–1988 für die Philadelphia 76ers in der National Basketball Association (NBA) spielte. In Anspielung auf den Serienmörder Albert Henry DeSalvo wurde er auch „the Boston Strangler“ genannt, nachdem er im entscheidenden Spiel der Conference Finals 1982 34 Punkte zum Sieg gegen die Boston Celtics beigetragen hatte. Im folgenden Jahr gewann er mit den Sixers die NBA-Meisterschaft.
Toney spielte in der NCAA für die Mannschaft der University of Louisiana at Lafayette, bevor er bei der NBA-Draft 1980 an 8. Stelle von den 76ers ausgewählt wurde. Er wurde für zwei All-Star-Teams in den Jahren 1982 und 1983 nominiert. Auf Grund einer Fußverletzung konnte er in der Saison 1985/86 nur sechs Spiele bestreiten und beendete zwei Jahre später schließlich seine Karriere.